# Anita Hentschel
Anita Hentschel nata Otto (Löbnitz, 12 dicembre 1942 – 18 aprile 2019) è stata una discobola tedesca.

## Palmarès
| Anno | Manifestazione | Sede              | Evento           | Risultato | Misura  | Note |
| ---- | -------------- | ----------------- | ---------------- | --------- | ------- | ---- |
| 1966 | Europei        | Budapest          | Lancio del disco | Bronzo    | 56,80 m |      |
| 1968 | Olimpiadi      | Città del Messico | Lancio del disco | 4ª        | 54,40 m |      |